# Nõmmküla (Raikküla)
Nõmmküla – wieś w Estonii, prowincji Rapla, w gminie Raikküla.